# Attaque dans la baie de Sydney
Seconde Guerre mondiale
Batailles
Batailles et opérations de la guerre du Pacifique

Japon :
- Raid de Doolittle
- Bombardements stratégiques sur le Japon (Tokyo
- Yokosuka
- Kure
- Hiroshima et Nagasaki)
- Raids aériens japonais des îles Mariannes
- Campagne des archipels Ogasawara et Ryūkyū
- Opération Famine
- Bombardements navals alliés sur le Japon
- Baie de Sagami
- Invasion de Sakhaline
- Invasion des îles Kouriles
- Opération Downfall
- Reddition du Japon

Pacifique central :
- Pearl Harbor
- Guam (1941)
- Wake
- Raid sur les îles Gilbert et Marshall
- Opération K
- Midway
- Opération RY
- Campagne des îles Gilbert et Marshall
- Campagne des îles Mariannes et Palaos
- Campagne des archipels Ogasawara et Ryūkyū
- Opération Inmate

Pacifique du sud-ouest :
- Nauru
- Invasion des Philippines (1941-42)
- Invasion des Indes orientales néerlandaises
- Opérations de l'Axe dans les eaux australiennes
- Raids aériens japonais sur l'Australie (1942-43)
- Opération Ke
- Campagne des îles Salomon
- Campagne de Nouvelle-Guinée
- Campagne des Philippines
- Campagne de Bornéo (1945)

Asie du sud-est :
- Invasion de l'Indochine (1940)
- Océan Indien (1940-45)
- Guerre franco-thaïlandaise
- Invasion de la Thaïlande
- Campagne de Malaisie
- Hong Kong
- Singapour
- Campagne de Birmanie
- Opération Kita
- Indochine (1945)
- Détroit de Malacca
- Opération Jurist
- Opération Tiderace
- Opération Zipper
- Bombardements stratégiques (1944-45)

Guerre sino-japonaise
Front d'Europe de l’Ouest
Front d'Europe de l’Est
Bataille de l'Atlantique
Campagnes d'Afrique, du Moyen-Orient et de Méditerranée
Théâtre américain
À la fin mai et au début de juin 1942, au cours de la Seconde Guerre mondiale, dans le cadre de la campagne désignée sous le nom de bataille pour l'Australie, des sous-marins de la marine impériale japonaise ont mené une série d'attaques contre les villes de Sydney et de Newcastle en Nouvelle-Galles du Sud, en Australie. Dans la nuit du 31 mai au 1er juin, trois sous-marins japonais de classe Ko-hyoteki, chacun avec deux membres d'équipage, entrèrent dans le port de Sydney, évitant partiellement le filet sous-marin en cours de construction à l'entrée du port et tentèrent de couler des navires de guerre alliés, britanniques, australiens, américains, néerlandais et indiens. Après avoir été détectés et attaqués, les équipages de deux sous-marins sabordèrent leurs sous-marin et se suicidèrent sans avoir pu toucher de navires alliés. Les sous-marins ont été ensuite récupérés par les Alliés. Le troisième sous-marin tenta de torpiller le croiseur lourd américain USS Chicago, mais au lieu de cela coula le ferry australien Kuttabul transformé en navire de guerre, tuant 21 marins. Le sort de ce sous-marin demeura un mystère jusqu'en 2006, lorsque des plongeurs amateurs découvrirent l'épave au large des plages du nord de Sydney.
Immédiatement après le raid, les cinq sous-marins japonais qui avaient amené les sous-marins de poche à proximité des côtes de l'Australie entreprirent une campagne visant à perturber les transports maritimes dans les eaux australiennes orientales. Au cours des mois qui suivirent, les sous-marins attaquèrent au moins sept navires marchands, coulant trois navires et tuant 50 marins. Pendant la même période, entre minuit et 2 h 30 heures du matin, le 8 juin, deux de ces sous-marins bombardèrent les ports de Sydney et de Newcastle.
Les attaques des sous-marins de poche et les bombardements portuaires sont les exemples les plus connus de l'activité navale des forces de l'Axe dans les eaux australiennes pendant la Seconde Guerre mondiale et constituent la seule fois dans l'histoire où la ville a fait l'objet d'attaques. Les dégâts physiques furent minimes: les Japonais avaient l'intention de détruire plusieurs grands navires de guerre mais ils coulèrent seulement un navire non armé, causant un minimum de dégâts aux navires alliés et pas de dommages significatifs au cours des bombardements. Le principal impact fut psychologique en créant dans la population la peur de l'imminence d'une invasion japonaise et forçant les militaires australiens à mettre à niveau leurs moyens de défense. L'armée australienne a également commencé à organiser des opérations de convoi pour la marine marchande.

## Les forces en présence

### Japonaises

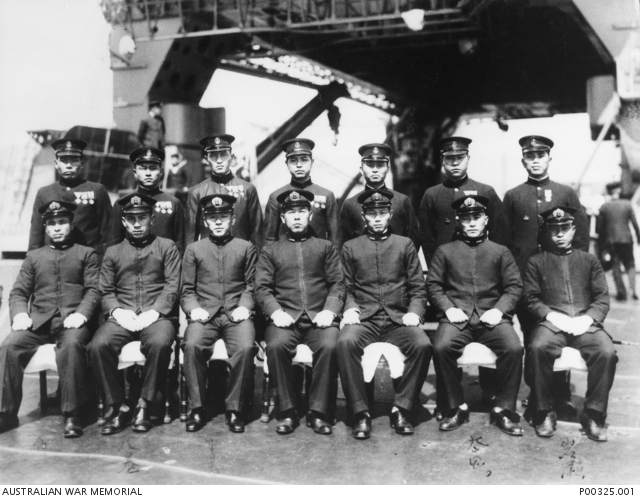
Les équipages des sous-marins de poche qui attaquèrent Sydney et Diego Suarez.

Le commandement de la marine impériale japonaise avait prévu initialement d'utiliser six sous-marins pour l'attaque du port de Sydney: quatre sous-marins de type B1 : I-21, I-27, I-28 et I-29 et deux de type C1 : I-22 et I-24,
,. Les six sous-marins faisaient partie du Groupe d'attaque de l'Est de la 8e escadre de sous-marins, sous le commandement du capitaine Hankyu Sasaki,.
De temps en temps, de la fin avril au début mai 1942, les sous-marins I-21 et I-29, dont chacun possédait un hydravion de reconnaissance aérienne Yokosuka E14Y1 Glen, allèrent repérer différents ports australiens pour sélectionner les plus vulnérables à une attaque par les sous-marins de poche,. L'I-21 repéra les ports de Nouméa en Nouvelle-Calédonie, Suva aux îles Fidji, puis Auckland en Nouvelle-Zélande, tandis que l'I-29 alla à Sydney en Australie.
Le 11 mai, les sous-marins I-22, I-24, I-27 et I-28 reçurent l'ordre de se rendre à la base navale japonaise du lagon de Truk, dans les îles Carolines, pour y recevoir chacun un sous-marin de poche. L'I-28 ne parvint pas à Truk, ayant été torpillé par le sous-marin américain Tautog le 17 mai. Les trois sous-marins restants quittèrent Truk vers le 20 mai pour un point au sud des îles Salomon. L'I-24 fut forcé de faire demi-tour le lendemain après qu'une explosion dans le compartiment des batteries du sous-marin de poche eut tué le navigateur et blessé le commandant. Le sous-marin de poche destiné à l'I-28 remplaça le sous-marin endommagé.

### Alliées

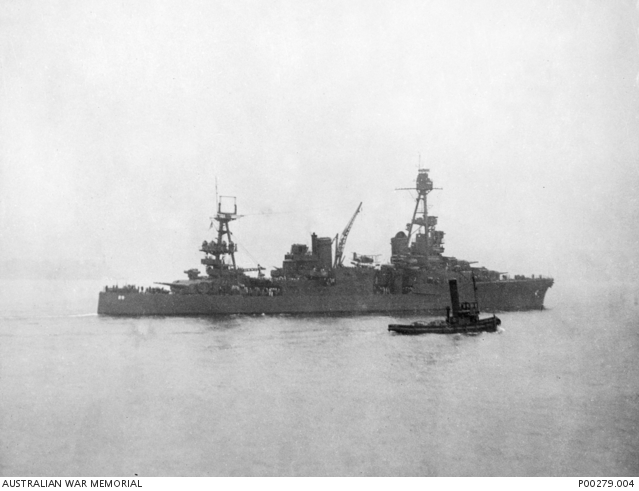
Le croiseur dans le port de Sydney, le 31 mai 1942

Au moment de l'attaque, le port de Sydney était sous le commandement du contre-amiral Gérard Muirhead-Gould de la Royal Navy. La nuit de l'attaque, trois navires étaient présents dans le port de Sydney, les croiseurs lourds américain Chicago et australien Canberra et le croiseur australien Adelaide. Les autres navires de guerre dans le port comprenaient: le destroyer américain Dobbin, le mouilleur de mines australien Bungaree, les corvettes australiennes Whyalla et Geelong et indienne Bombay, les croiseurs auxiliaires australien Kanimbla et britannique Westralia et le sous-marin néerlandais K-IX. Un ferry transformé, le Kuttabul, était amarré à Garden Island, où il servait de casernement temporaire aux marins en attente d'embarquement. Le navire-hôpital Oranje avait quitté le port une heure avant l'attaque.

## Défenses du port
Au moment de l'attaque, les moyens de défense statique du port de Sydney se composaient de huit boucles de détection de sous-marins : six à l'extérieur du port, une entre les promontoires Nord et Sud, une entre les promontoires Sud et Médian, ainsi que le filet anti sous-marin barrant l'entrée du port de Sydney, entre George's Head sur le promontoire médian et Green Point, sur l'intérieur du promontoire Sud,. La section centrale du filet était achevée et les piles de soutien étaient en place à l'ouest, mais il manquait 400 mètres de filets de l'autre côté,. Une pénurie de matériaux avait empêché l'achèvement du filet avant l'attaque. Le jour de l'attaque, les six boucles de détection extérieures étaient inactivées, dont deux parce qu'elles n'étaient pas en état de marche et il n'y avait pas assez de personnel formé pour prendre en charge plus que les deux boucles intérieure et extérieure des stations de surveillance,. La boucle entre les promontoires Nord et Sud donnait des alarmes erronées depuis le début de 1940, et les navires civils passant au-dessus de la boucle provoquaient régulièrement des alertes qui ne s'accompagnaient plus d'aucune réaction.
La défense du port comprenait les navires australiens chasseurs de sous-marins Yandra et Bingera, les dragueurs de mines auxiliaires Goonambee et Samuel Benbow, les barges civiles converties en patrouilleurs (et armées de grenades sous-marines) Yarroma, Lolita, Steady Hour, Sea Mist, Marlean et Toomaree et quatre bateaux de patrouille auxiliaires non armés,.

## Prélude
La marine japonaise avait utilisé cinq sous-marins de poche dans une opération avortée contre la marine de guerre des États-Unis au cours de l'attaque de Pearl Harbor. Elle espérait que les améliorations apportées aux sous-marins, l'intensification de la formation des équipages et le choix d'une cible moins bien défendue donnerait de meilleurs résultats et une plus grande chance aux équipages de revenir vivants de leur mission. Aussi, le 16 décembre 1941, elle lança le projet d'une deuxième attaque par des sous-marins de poche de la classe Kō-hyōteki.
Les plans prévoyaient deux attaques simultanées contre des navires de guerre alliés, l'une dans l'océan Indien, l'autre dans l'océan Pacifique Sud. Ces attaques étaient conçues comme des manœuvres de diversion avant l'attaque de l'île de Midway dans le Pacifique Nord, les Japonais espérant convaincre les Alliés qu'ils se préparaient à pousser leurs attaques vers le sud ou l'ouest de leurs conquêtes. Onze sous-marins de la 8e escadre furent désignés pour effectuer les deux attaques, cinq sous-marins du groupe Ouest pour attaquer la cible dans l'océan Indien et six sous-marins du groupe Est pour l'océan Pacifique. Les sous-groupes eurent à choisir le port à attaquer, sur la base de leurs reconnaissances antérieures.
Le Groupe d'attaque Ouest choisit le port de Diégo-Suarez à Madagascar. Cette attaque, qui eut lieu à la tombée de la nuit, le 30 mai, et toucha le cuirassé britannique Ramillies et coula le pétrolier britannique Loyalty, eut lieu 22 jours après que les forces britanniques eurent pris le port au gouvernement de Vichy au début de la bataille de Madagascar.
Les quatre cibles potentielles pour le groupe d'attaque Est étaient Nouméa, Suva, Auckland et Sydney. Les sous-marins I-21 et I-29 furent envoyés choisir l'objectif final et l'I-29 eut Sydney comme destination. Dans la soirée du 16 mai, l'I-29 tira sur le navire marchand russe Wellen à 30 milles (56 km) au large de Newcastle, en Nouvelle-Galles du Sud. Bien que le Wellen s'en soit tiré avec un minimum de dommages, la navigation entre Sydney et Newcastle fut suspendue pour 24 heures pendant que les avions et tous les navires anti-sous-marins de Sydney, comme le croiseur léger néerlandais Tromp, les destroyers australien Arunta et américain Perkins, cherchèrent, en vain, à localiser le sous-marin. Muirhead-Gould en conclut que le sous-marin avait agi seul et avait quitté la zone immédiatement après l'attaque.
L'hydravion de l'I-29 fit un vol de reconnaissance sur Sydney le 23 mai. Un radar secret mis en place sur Iron Cove (en) détecta sa présence, mais les autorités considérèrent qu'il s'agissait d'une erreur technique car il n'y avait pas d'avions des forces alliées en service sur Sydney à ce moment-là. L'appareil fut endommagé ou détruit à l'atterrissage, mais les deux membres d'équipage survécurent. Ils signalèrent la présence dans le port de plusieurs navires capitaux, comme deux cuirassés ou grands croiseurs, cinq autres gros navires de guerre, plusieurs petits navires de guerre et des bateaux de patrouille ainsi qu'une multitude de navires marchands. Le rapport, qui fut partiellement intercepté par le service de renseignements des alliés (le FRUMEL) provoqua le choix, par la marine japonaise, du port de Sydney comme cible,. Les trois sous-marins porteurs de sous-marins de poche rejoignirent l'I-29 et l'I-21 à environ 35 milles (65 km) au nord-est de Sydney Heads (en), l'ensemble des cinq sous-marins étant en position le 29 mai.

## L'opération sous-marins de poche

### Reconnaissance finale
Avant l'aube, le 29 mai, l'hydravion du sous-marin I-21 effectua un dernier vol de reconnaissance au-dessus du port de Sydney avec pour mission de cartographier l'emplacement des grands navires et des filets de lutte anti-sous-marins,. Plusieurs observateurs repérèrent l'hydravion, mais ils crurent qu'il s'agissait d'un hydravion Curtiss SOC Seagull de l'US Navy,. L'alarme ne fut déclenchée qu'à 5 h 07 quand on se fut rendu compte que le seul navire transportant ce type d'hydravions était le croiseur américain Chicago qui avait ses quatre avions à son bord,. La base aérienne de Richmond fit décoller ses avions de combat Wirraway qui ne réussirent à trouver ni le sous-marin ni l'hydravion. En conséquence, le vol de reconnaissance n'entraîna pas pour les autorités de Sydney la nécessité de prendre toutes les mesures de défense. L'hydravion avait été sérieusement endommagé à l'atterrissage et dut être sabordé, mais les deux membres d'équipage avaient survécu.

### Plan d'attaque
Les Japonais prévoyaient de lancer les sous-marins de poche l'un après l'autre entre 17 h 20 et 17 h 40, à partir de points situés entre 5 et 7 milles marins (9,3 à 13 km) à l'extérieur du port de Sydney. Le premier devait entrer dans le port juste après 18 h 30 mais une mer mauvaise retarda son passage de plus d'une heure. Les deux autres sous-marins suivirent à vingt minutes d'intervalle et furent également retardés.
Le choix des objectifs avait été laissé à l'appréciation des commandants des sous marins, avec comme conseils de cibler principalement les porte-avions ou les cuirassés, les croiseurs devant être considérés comme cibles secondaires. Ils devaient opérer a priori à l'est du pont de Sydney, mais si des objectifs appropriés ne se trouvaient pas dans cette zone, ils devaient passer sous le pont et attaquer un cuirassé ou un grand croiseur qui se trouverait dans la deuxième partie du port. Lorsque le second survol de reconnaissance révéla que le cuirassé britannique Warspite, n'était nulle part, le cuirassé Chicago devint l'objectif prioritaire.
Après avoir rempli leur mission, les sous-marins de poche devaient sortir du port de Sydney et se diriger 20 milles nautiques (37 km) vers le sud, au large de Port Hacking, pour y être récupérés. Quatre sous-marins y seraient en attente sur une ligne est-ouest de 16 kilomètres (8,6 milles marins) de large, le cinquième étant en attente 6 kilomètres (3,2 milles) plus au sud.

### L'attaque
Le sous-marin de poche M-14, lancé à partir de l'I-27, fut le premier à entrer dans le port de Sydney. La boucle de détection de sous-marins située entre les promontoires Sud et Médian le détecta à 20 h 01, mais le signal fut ignoré en raison du fort trafic civil. À 20 h 15, un surveillant des services maritimes repéra le sous-marin qui, après avoir transité par le passage Ouest, entra en collision avec un pilier de soutien du filet, puis recula et prit sa poupe dans le filet. La proue du sous-marin ayant fait surface, le surveillant alla voir à la rame ce qu'il se passait puis s'étant dirigé vers le patrouilleur Yarroma fit un rapport sur ce qu'il avait vu,. Malgré les efforts déployés par le Yarroma pour transmettre cette information, le siège de la Marine à Sydney ne reçut pas le rapport avant 21 h 52,. Les patrouilleurs Yarroma et Lolita furent envoyés sur place pour enquêter. Lorsqu'ils eurent confirmation que l'objet pris dans le filet était un sous-marin de poche, le Lolita largua deux charges explosives contre lui alors que le commandant du Yarroma demandait la permission d'ouvrir le feu au Siège de la Marine de Sydney,. Les charges n'explosèrent pas, car la profondeur de l'eau était trop faible pour déclencher la mise à feu. À 22 h 35 heures, alors que le Yarroma attendait toujours l'autorisation de faire feu et que le Lolita avait lancé une troisième charge explosive, les deux membres d'équipage du sous-marin activèrent leurs charges explosives pour se saborder, se suicidant et détruisant la partie visible avant du sous-marin,.
Muirhead-Gould déclara l'alerte générale à 22 h 27, en même temps qu'il ordonnait aux navires de prendre des mesures de protection contre les sous-marins; l'alerte fut renouvelée à 22 h 36, avec des conseils pour les précautions à prendre par les navires contre les attaques de sous-marins, car il se pouvait qu'un sous-marin ennemi soit dans le port,. Au moment de la première alarme, le port de Sydney fut fermé à la circulation extérieure mais Muirhead-Gould autorisa les ferries et autres navires à continuer d'assurer le trafic interne car il croyait que le fait d'avoir de multiples navires se déplaçant rapidement dans le port obligerait les sous-marins à rester immergés.
Le sous-marin M-24 fut le deuxième à entrer dans le port. Le bateau australien Falie heurta sa coque et son équipage signala l'incident au commandement du port. Le rapport ne fut pas suivi d'effet. Le M-24 franchit les boucles de détection sans se faire détecter à 21 h 48 et à environ 22 heures suivit un ferry pour passer le filet anti-sous-marin,. À 22 h 52, le sous-marin fut pris dans les faisceaux d'un projecteur du Chicago à moins de 500 mètres à tribord du navire et sur un parcours à peu près parallèle au sien,. Le Chicago ouvrit le feu avec un canon de 5-pouces (130 mm) et un fusil mitrailleur quadruple mais infligea un minimum de dégâts au sous marin car ces armes ne pouvaient être efficaces à une telle distance. Certaines balles de 5 pouces ricochèrent sur l'eau et frappèrent la tour Martello du Fort Denison tandis que des fragments de balles ont été trouvées plus tard dans les banlieues de Cremorne et Mosman. L'officier de quart ordonna à l'équipage de se préparer au départ et demanda au Perkins de patrouiller pour essayer de repérer un sous-marin aux alentours du Chicago mais l'ordre fut annulé par le commandant de bord Howard Bode quand il arriva à bord du navire vers 23 h 30.
Les Whyalla et Geelong tirèrent également sur le M-24 alors qu'il se dirigeait vers l'ouest du pont de Sydney avant que le sous-marin ne soit en mesure de plonger et de se soustraire aux tirs. Quand il put à nouveau utiliser son périscope, le sous-marin se trouvait à l'ouest de Fort Denison. Il fit demi-tour et retourna sur environ 1 mile nautique puis se mit en position de tir au sud-ouest de Bradleys Head (en), d'où son commandant pouvait voir la silhouette de l'arrière du Chicago éclairée par les projecteurs situés sur les quais "Captain Cook" de Garden Island.
Le sous-marin M-21, largué de l'I-22, entra probablement dans le port au moment où le Chicago ouvrait le feu sur le M-24. Le patrouilleur sans armes Lauriana repéra le M-21 et éclaira le kiosque du sous-marin tout en envoyant un signal au service d'alerte du port situé sur le promontoire Est et au navire de lutte anti-sous-marine Yandra se trouvant à proximité. Le Yandra tenta de heurter le sous-marin, mais il perdit le contact, ne le retrouva qu'à 23 h 03 et largua six charges explosives. Certains supposent que les charges ont détruit ou désactivé le sous-marin mais son équipage a survécu. D'autres croient que le sous-marin se posa sur le fond du port pour attendre que les navires alliés aient quitté la zone avant de repartir à l'attaque.
À 23 h 14, Muirhead-Gould ordonna à tous un blackout complet puis, peu après 23 h 30, il partit sur une barge vers le filet anti sous-marin pour faire un contrôle. L'amiral arriva sur le Lolita vers minuit et expliqua à son équipage qu'il ne prenait pas les rapports sur des sous-marins ennemis comme sérieux et il aurait dit : « À quoi jouez vous tous, à courir dans tous les sens dans le port et à y lancer des charges explosives et à raconter qu'il y a des sous-marins ennemis dans le port? Personne n'en a vu ». L'équipage répéta qu'il avait bien vu un sous-marin mais Muirhead-Gould ne fut toujours pas convaincu et, avant son départ, il ajouta ironiquement : « Si vous en voyez un autre, regardez si le commandant de bord a une barbe noire. J'aimerais le rencontrer ».
Malgré les consignes de blackout, les projecteurs de Garden Island restèrent allumés jusqu'à 0 h 25. Cinq minutes plus tard, le M-24 tira la première de ses deux torpilles et dut attendre plusieurs minutes avant de pouvoir lancer la deuxième car ces sous-marins de poche perdaient leur stabilité longitudinale immédiatement après avoir tiré une torpille. Les historiens sont divisés quant à l'exact trajet de la torpille par rapport au Chicago, bien que tous conviennent que ce croiseur américain était la cible visée. Les deux torpilles manquèrent le Chicago et une d'entre elles passa à l'avant tribord du Perkins,. Une des torpilles passa sous le sous-marin néerlandais K-IX et le Kuttabul, puis heurta le quai où était accosté le Kuttabul. L'explosion de la torpille coupa le Kuttabul en deux et le coula, endommageant en même temps le sous-marin,. L'attaque tua dix-neuf marins australiens et deux anglais et en blessa une dizaine d'autres. L'explosion secoua les maisons alentour et endommagea les installations électriques et téléphoniques de l'île. L'autre torpille s'échoua sur la côte orientale de l'île sans exploser. Puis le M-24 plongea et quitta le port. Son passage sur la boucle de détection a été enregistrée à 1 h 58 et on crut d'abord qu'un autre sous-marin de poche entrait dans le port, mais une analyse ultérieure montra que l'appareil avait détecté un navire qui sortait du port et l'explication la plus vraisemblable est qu'elle correspondait à la sortie du sous-marin M-24. Toutefois, il ne réussit pas à retourner à son sous-marin mère et son sort resta inconnu jusqu'en 2006,.

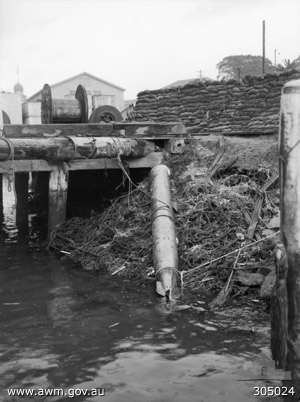
Une torpille non explosée sur Garden Island plusieurs jours après l'attaque

Les navires reçurent l'ordre de gagner la haute mer. Le Chicago quitta son mouillage vers 2 h 14, laissant derrière lui un marin sur une bouée d'amarrage dans sa hâte de partir. Les autres navires : le Bombay, le Whyalla, le Canberra, le Perkins avaient commencé leurs préparatifs de départ.
Peu avant 3 h 00 du matin, alors que le Chicago quittait le port, les veilleurs repérèrent un périscope de sous-marin passant le long du croiseur. À 3 h 01, la boucle de détection de sous-marins enregistra un signal d'entrée: le M-21 revenait dans le port de Sydney, après avoir récupéré de l'attaque précédente, quatre heures auparavant. Le Kanimbla tira sur le M-21 dans Neutral Bay à 3 h 50 heures et, à 5 heures, trois patrouilleurs auxiliaires -Steady Hour, Sea Mist et Yarroma - repérèrent le kiosque du sous-marin dans Taylor's Bay. Les patrouilleurs réglèrent la profondeur d'explosion de leurs charges explosives à 15 mètres et, lorsque la Sea Mist passa sur le lieu où le sous-marin venait de plonger, il lâcha sa charge et n'eut que cinq secondes pour quitter la zone. L'explosion endommagea le M-21 qui refit surface avant de replonger. Le Sea Mist largua une deuxième charge explosive qui endommagea l'un de ses deux moteurs et l'empêcha de procéder à de nouvelles attaques. Le Steady Hour et le Yarroma le relayèrent et larguèrent dix-sept charges au cours des trois heures et demie qui suivirent lorsqu'ils pensaient voir le sous-marin ou le détecter par leurs instruments de bord. Au cours de la nuit, l'équipage du M-21 se suicida.
À 4 h 40, le patrouilleur Canberra signala que les Japonais pouvaient avoir lancé une torpille contre lui. Cela fut certainement l'une des nombreuses fausses alertes qui eurent lieu tout au long de la nuit. Toutefois, le M-21 aurait tenté de tirer ses deux torpilles mais avait échoué en raison des dommages subis auparavant, causés, soit par le choc ou les tirs du Yandra, soit par une collision possible avec le Chicago, ce qui rendrait possible le fait que le M-21 ait tenté d'attaquer le patrouilleur. L'observateur à bord du Canberra aurait alors vu les bulles d'air comprimé libérées au cours de la mise à feu de la torpille.

## Missions secondaires
Comme prévu par le plan d'opération, les cinq sous-marins mères attendirent au large de Port Hacking, dans la nuit du 1er au 2 juin, le retour des sous-marins de poche,. Le FRUMEL réussit à capter les communications entre les cinq sous-marins, ce qui amena la RAAF à faire décoller trois Lockheed Hudsons et deux Bristol Beauforts pour trouver l'origine des communications. Leur recherche fut infructueuse. Le 3 juin, Sasaki abandonna l'espoir de récupérer les sous-marins de poche et les sous-marins mères se dispersèrent pour mener leurs missions secondaires.

### Les attaques contre les navires marchands alliés
Quatre des cinq sous-marins commencèrent à mener des opérations contre les navires marchands alliés. L'I-21 patrouilla au nord de Sydney, tandis que l'I-24 le fit au sud de la ville. L'I-27, alla vers l'île Gabo pour attendre les navires en provenance de Melbourne tandis que l'I-29 se rendit à Brisbane. L'I-22 quitta pour sa part le groupe pour mener des opérations de reconnaissance, d'abord à Wellington et à Auckland en Nouvelle-Zélande, puis à Suva aux Fidji.
Entre le 1er et le 25 juin, date à laquelle les quatre sous-marins arrivèrent à l'atoll de Kwajalein dans les îles Marshall pour se réapprovisionner avant de rejoindre les chantiers navals japonais pour entretien, les quatre sous-marins attaquèrent au moins sept navires marchands alliés. Trois d'entre eux furent coulés: l'Iron Chieftain par l'I-24 le 3 juin, l'Iron Crown par l'I-27 le 4 juin et le Guatemala par l'I-21 le 12 juin. Les deux premières attaques firent respectivement 12 et 37 morts mais la troisième attaque ne tua personne. Ces attaques forcèrent les autorités à instaurer des changements dans le trafic marchand; les voyages au nord de Melbourne furent limités jusqu'à ce qu'un système d'escorte armée des convois soit mis en service.
L'I-21 fut le seul sous-marin à revenir dans les eaux australiennes où il coula trois navires et en endommagea deux autres au cours des mois de janvier et février 1943. Au cours de ses deux missions, l'I-21 coula 44 000 tonneaux de navires marchands alliés ce qui en fit le sous-marin japonais ayant eu le plus de réussite lors de ses opérations dans les eaux australiennes.

### Bombardements

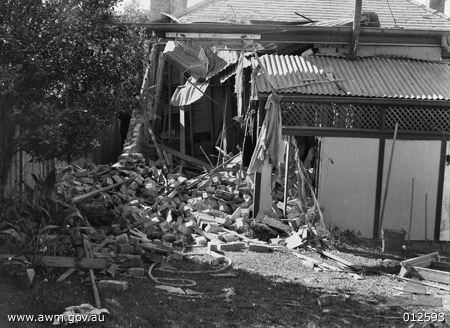
Une maison dans la banlieue Est de Sydney endommagée par un obus japonais

Le 8 juin au matin, l'I-24 et l'I-21 bombardèrent brièvement Sydney et Newcastle.
Peu après minuit, l'I-24 fit surface à 9 milles (17 km) au sud-sud-est du phare Macquarie. Le commandant ordonna à son équipage de viser le pont de Sydney. Celui-ci tira dix obus en quatre minutes; neuf atterrirent dans la banlieue Est de la ville et le dixième tomba dans l'eau. L'I-24 réussit à plonger rapidement ce qui lui permit d'éviter les tirs de représailles des batteries d'artillerie côtière. Seul un obus explosa et les seuls dégâts humains furent des coupures et des fractures conséquences de la chute de pierres ou de bris de verre lorsque les munitions non explosées frappèrent les bâtiments. Un pilote de l'armée de l'air américaine, le lieutenant George Cantello, basé à l'aéroport de Bankstown reçut l'ordre de riposter mais fut tué par suite d'une panne de moteur et de l'écrasement de son Airacobra sur un paddock d'Hammondville. En 1988, à la suite des efforts déployés par les résidents et le consulat des États-Unis à Sydney, Hammondville a créé un parc en son honneur.
À 2 h 15, l'I-21 bombarda Newcastle, de 9 kilomètres (5,6 milles) au nord-est de Stockton Beach. Il tira 34 obus en seize minute, dont huit obus éclairants. Une fois encore, un seul obus explosa au milieu d'un parc vide. En conséquence, il n'y eut pas de morts ni de blessés et seule l'installation électrique de la propriété eut des dommages. Les canons de Fort Scratchley (en) ripostèrent - la seule fois où une installation terrestre australienne tira sur un navire de guerre ennemi en temps de guerre -, mais le sous-marin s'en sortit indemne,.

## Analyse
L'attaque sur le port de Sydney s'est soldée par un échec des deux côtés et a révélé des failles dans les défenses alliées et les tactiques d'attaque japonaises. Au cours de la première attaque, les Japonais ont perdu leurs trois sous-marins de poche et n'ont coulé qu'un seul navire-caserne. Par la suite, les opérations n'ont pas eu beaucoup plus de succès, les cinq grands sous-marins japonais ayant coulé en deux mois trois navires marchands et causé des dommages matériels minimes au cours de deux bombardements. Les succès des défenseurs alliés sont aussi pauvres. Un historien affirme que l'absence de dégâts dans le port de Sydney est due à "une combinaison de chance et de contre-attaque agressive".
Le principal impact de l'attaque des sous-marins de poche et des opérations qui suivirent fut psychologique; il mit en évidence que Sydney n'était pas à l'abri d'une attaque japonaise et la proximité de l'Australie du théâtre de la guerre du Pacifique,.
Il n'y a pas eu d'enquête officielle sur ces attaques en dépit de la demande d'une certaine partie des médias. La raison en est que l'enquête aurait pu conduire a un certain défaitisme et à la perte de foi dans la politique militaire du gouvernement de John Curtin en particulier après l'enquête sur la dégradation des moyens de défense australiens qui suivit le raid aérien japonais sur Darwin trois mois plus tôt.

### Les erreurs dans les défenses alliées

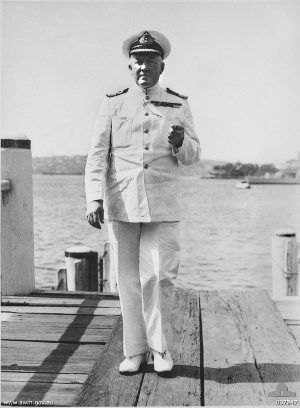
Muirhead-Gould en mai 1941

Les Alliés n'ont pas répondu de façon adéquate à plusieurs avertissements sur l'activité japonaise au large de la côte est de l'Australie avant l'attaque et on peut même dire qu'ils les ont tout simplement ignorés. Ils ont attribué l'échec de l'attaque sur le cargo Wellen, le 16 mai, à l'action d'un seul sous-marin et ont supposé qu'il avait quitté les eaux australiennes immédiatement après l'attaque. Le premier vol de reconnaissance sur Sydney est passé inaperçu et, bien que le FRUMEL ait intercepté le rapport du pilote et l'ait fait parvenir aux commandants des forces alliées le 30 mai, Muirhead-Gould ne sembla pas réagir. Les autorités navales de Nouvelle-Zélande détectèrent des communications radio entre sous-marins japonais, du 26 au 29 mai et, bien qu'elles ne surent pas les déchiffrer, elles savaient que les mesures radiogonométriques indiquaient qu'un ou des sous-marins s'approchaient de Sydney. Les Alliés ont envisagé l'envoi d'une patrouille anti-sous-marins en réponse au survol de Sydney le 29 mai mais n'ont pas été en mesure de le faire car tous les navires de ce type étaient déjà engagés dans la protection d'un convoi de troupes vers le nord. La seule réponse à ce deuxième vol de reconnaissance fut l'envoi d'avions à la recherche de l'avion-espion. Aucune autre mesure de défense ne fut mise en place. Bien qu'une attaque de sous-marins de poche ait eu lieu sur Diego Suarez à Madagascar dans la matinée du 31 mai (date de Sydney), les Alliés n'ont envoyé aucun avis d'alerte aux autres régions militaires car ils attribuaient l'attaque aux forces françaises de Vichy.
Les historiens ont mis en doute la compétence des officiers supérieurs des forces alliées. Muirhead-Gould recevait à dîner le soir de l'attaque et l'un des principaux invités était le commandant en chef des forces américaines dans le port de Sydney, le commandant du Chicago, Howard Bode. Tous deux se sont montrés sceptiques sur le fait qu'une attaque ait eu lieu. Muirhead-Gould arriva à bord du Lolita vers minuit, un déplacement qu'il décrivit comme une tentative de sa part d'en apprendre davantage sur la situation. Mais les membres de l'équipage du Lolita ont raconté plus tard que, lorsque Muirhead-Gould monta à bord, il réprimanda immédiatement le commandant du navire et son équipage, et rejeta rapidement leur rapport,. Les adjoints de Bode sur le Chicago donnèrent des détails sur son retour à bord et les équipages des deux navires ont affirmé que Muirhead-Gould et Bode étaient ivres. C'est seulement après le naufrage du Kuttabul que les deux officiers ont commencé de prendre au sérieux la possibilité d'une attaque.
Au cours de l'attaque, il y a eu plusieurs retards entre les événements et leurs réponses. Plus de deux heures se sont écoulées entre l'observation du M-14 dans le filet anti-sous-marin et le premier ordre de Muirhead-Gould pour ordonner aux navires de rechercher des sous-marins. Il fallut deux heures pour mobiliser le groupe de patrouilleurs auxiliaires qui ne quittèrent pas leur mouillage avant une nouvelle heure. Une partie de ces retards fut due à un manque de moyens de communications efficaces. Aucun des patrouilleurs auxiliaires du port n'avait de service radio à bord et l'ensemble des instructions et des rapports provenaient de feux de signalisation via l'établissement de signaux de guerre sur Garden Island ou par l'envoi de vedettes jusqu'aux navires,. Dans le rapport préliminaire qu'il fit sur l'attentat, Muirhead-Gould déclara que le système de signalisation n'avait pas été conçu pour le volume de trafic de communications nécessité par l'attaque. Les communications téléphoniques avec l'île de Garden ne furent pas fiables au cours de la première partie de l'attaque et ensuite la première explosion de torpilles les mirent complètement hors service,.
La nécessité de garder l'information secrète pourrait également avoir contribué aux retards et au scepticisme des défenseurs Comme on avait estimé que les équipages des patrouilleurs auxiliaires, le personnel de la boucle de détection de sous-marins et d'autres personnels des services défensifs n'avaient pas « besoin de savoir » ce qui se passait et qu'ils n'avaient pas été informés des incidents survenus avant l'attaque, ils n'étaient pas en état d'alerte, ce qui contribua à l'incrédulité rencontrée dans les premières heures de l'attaque.

### Erreurs tactiques japonaises

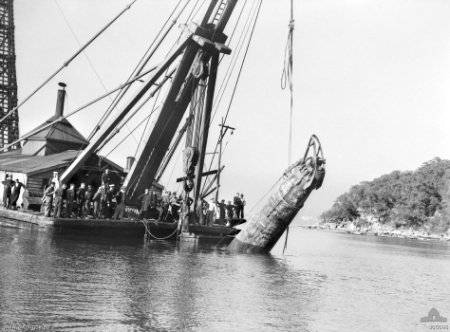
Le M-21 est sorti de l'eau par une grue flottante le 10 juin 1942

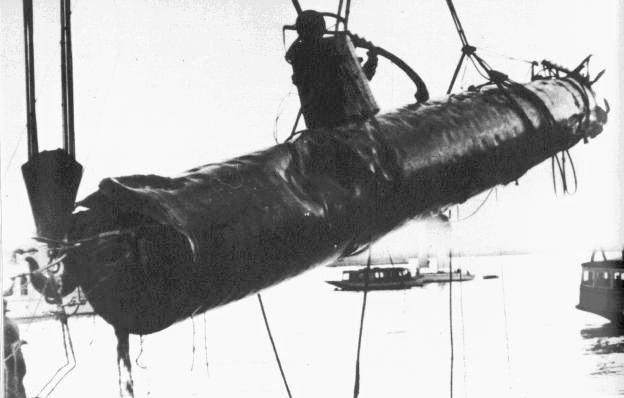
L'épave du M-21

La principale faille dans le plan d'attaque japonais fut l'utilisation de sous-marins de poche pour la première attaque. À l'origine, ces sous-marins étaient destinés à intervenir au cours d'une bataille maritime: ils devaient être largués par des porte-hydravions modifiés et se déplacer au milieu de la flotte ennemie. Ce concept fut abandonné lors d'un changement de conception des techniques de batailles navales et des expériences qui avaient conduit à reconnaitre que la guerre navale devait s'orienter autour de navires transportant des moyens de combats aériens. En conséquence, le nouveau programme les destina à un rôle d'infiltration des ports ennemis où ils devaient attaquer les navires au mouillage. Cette conception échoua complètement lors de l'attaque de Pearl Harbor où ces sous-marins n'obtinrent aucun résultat positif et où la mobilisation de onze grands sous-marins pour une période de six semaines pour préparer les nouvelles attaques de sous-marins de poche contre Sydney et Diego Suarez s'avéra un énorme gaspillage de ressources,.
En outre, l'échec des attaques sur Sydney et Diego Suarez démontra que les améliorations apportées aux sous-marins et effectuées après Pearl Harbor n'avaient pas augmenté leur efficacité,. Les modifications eurent des effets variés. La possibilité de transférer les hommes et de larguer les sous-marins de poche alors que les sous-marins mères était en plongée empêcha les radars côtiers de détecter ces derniers. Cependant, les sous-marins de poche restaient toujours difficiles à contrôler, instables et sujets à des remontées en surface ou des plongées incontrôlables. Ces problèmes de manœuvrabilité ont contribué à l'enchevêtrement du M-14 dans le filet anti-sous-marin et à la détection répétée des M-21 et M-24.
En dehors du manque de fiabilité des sous-marins, les historiens ont identifié des points dans le plan d'attaque qui, appliqués par les Japonais, auraient pu faire beaucoup plus de dégâts. Si les sous-marins avaient procédé à une attaque simultanée, coordonnée, ils auraient débordé les moyens de défense du port. Une autre possibilité de faire plus de dégâts avait été offerte après le naufrage du Kuttabul, lorsque plusieurs navires de guerre se dirigèrent vers la mer, dont le Chicago, le Perkins, le sous-marin K-IX, le Whyalla et le Bombay. Les cinq sous-marins mère étaient déjà en route vers Port Hacking, le point de recouvrement et, alors que le plan de Sasaki à Pearl Harbor avait été de laisser un certain temps les sous-marins à l'entrée du port pour tirer sur les navires en fuite, il n'avait pas été renouvelé à Sydney.

### La "survie" duChicago
Plusieurs facteurs indépendants des combattants ont contribué à sauver le Chicago. Ainsi, au moment de son attaque par le M-24, le navire avait passé quelque temps à se préparer à quitter le port de Sydney et, bien que toujours amarré et fixe, ses chaudières produisaient déjà de grandes quantités de fumée blanche. Cette fumée, se dirigeant vers l'arrière sous l'influence du vent, se détachant sur les nuages sombres de basse altitude, peut avoir donné l'impression que le Chicago était en mouvement, obligeant le M-24 à adapter son tir et, par conséquent, le conduisant à viser en avant de la proue du bateau. Un autre facteur qui peut avoir permis de sauver le Chicago a été l'extinction des projecteurs sur Garden Island quelques minutes avant que le sous-marin ne tire sa première torpille, ce qui l'aurait empêché de bien viser.

### Impact des bombardements

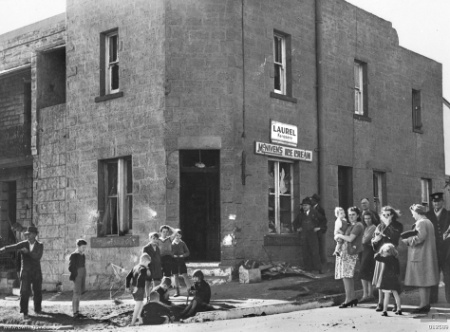
La foule regarde un trou d'obus à Woollahra le 8 juin 1942

Les bombardements n'ont pas causé d'importants dégâts matériels, mais ils ont eu un grand impact psychologique sur les habitants de Sydney et Newcastle. En raison de l'imprécision des équipements de visée de ces sous-marins, couplée à l'instabilité de la plate-forme de tir d'un sous-marin en mer, un ciblage précis était impossible. L'intention des équipages du sous-marin en bombardant la ville était surtout d'effrayer la population de la zone visée.
Les obus n'ont pas explosé pour des raisons diverses. Comme les sous-marins ont tiré des obus pour percer les blindages, destinés à être utilisés contre les coques de navires en acier, le choc contre les murs de brique relativement doux n'a pas réussi à déclencher la mise à feu. L'eau de mer pourrait avoir aussi dégradé les ogives des obus que les Japonais avaient entreposé dans des compartiments sur les ponts pendant plusieurs semaines. L'âge des obus pourrait avoir également été un facteur d'échec, certains des obus récupérés après le bombardement de Newcastle étaient de fabrication anglaise et correspondaient à un excédent de munitions de la Première Guerre mondiale.
À Sydney, la peur de l'imminence d'une invasion japonaise poussa les gens à s'installer loin de la côte, les prix des logements dans la banlieue Est baissant tandis que celui des logements situés au-delà des Montagnes Bleues augmentait de manière significative. L'attaque a également conduit à une augmentation significative des organisations de défense volontaire et au renforcement des défenses dans les ports de Sydney et de Newcastle.

## Conséquences
Les journaux ne donnèrent d'informations sur l'attaque que le 2 juin, car la plus grande partie s'était déroulée après que les journaux eurent été mis sous presse le matin du 1er juin. Au lieu de parler de cela, la première page des journaux, le matin de l'attaque, titrait sur l'opération Millennium, le premier raid de la Royal Air Force sur l'Allemagne avec mille bombardiers mais plusieurs journaux avaient tout de même consacré un entrefilet en page intérieure pour mentionner le survol de la ville par un avion de reconnaissance. Le censeur fédéral ordonna une censure totale sur les événements et publia une déclaration officielle dans l'après-midi du 1er juin indiquant que les alliés avaient détruit trois sous-marins dans le port de Sydney et décrivant la perte du Kuttabul et ses 21 morts comme la perte d'un petit navire sans aucune valeur militaire". Le Smith's Weekly (en) publia finalement la vérité sur les faits le 6 juin, et les documents sur l'affaire le 13 juin ce qui provoqua des problèmes politiques et incita la Royal Australian Navy à poursuivre le journal pour publication d'informations concernant la défense du pays.

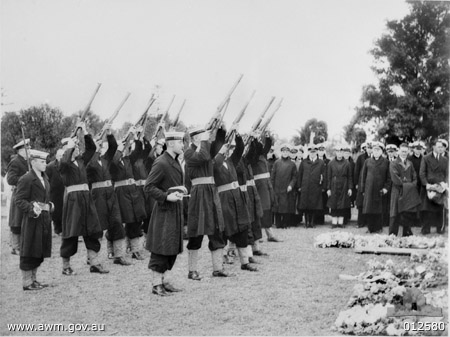
Le service funèbre des marins australiens tués pendant le raid sur Sydney.

Il fallut quelques jours avant que les corps des 21 marins tués à bord du Kuttabul puissent être récupérés. Le 3 juin, Muirhead-Gould et plus de 200 personnes du ministère de la Marine assistèrent à leur cérémonie funèbre. Le 1er janvier 1943, la base de la Marine de Garden Island a été renommée HMAS Kuttabul en souvenir du ferry et des pertes en vies humaines.
Les Australiens récupérèrent les corps des quatre membres d'équipage des deux sous-marins japonais coulés dans le port de Sydney et les incinérèrent au cimetière de Rookwood. Pour la crémation, les Alliés drapèrent chaque cercueil du drapeau japonais et leur rendirent tous les honneurs militaires. Muirhead-Gould fut critiqué pour cela, mais il expliqua son geste par respect pour le courage des quatre sous-mariniers, indépendamment de leur origine. Les hommes politiques australiens espéraient également que le gouvernement japonais informé du comportement australien à l'égard des marins japonais tués améliorerait les conditions d'incarcération de leurs prisonniers de guerre australiens. Les autorités japonaises furent informées des services funéraires, mais cela n'entraina pas d'amélioration majeure des conditions de vie des prisonniers de guerre australiens. À la suite de l'exploitation par les Japonais des cérémonies funèbres des sous-mariniers à des fins de propagande, le haut commandement australien interdit de semblables funérailles pour l'ennemi par la suite.
Un échange de personnel diplomatique japonais et allié entre nations ennemies eut lieu en août 1942, qui permit à Tatsuo Kawai (en), l'ambassadeur du Japon en Australie, de retourner dans son pays avec les cendres des quatre sous-mariniers japonais. Lors de l'arrivée du Kamakura Maru à Yokohama, plusieurs milliers de personnes étaient présentes en l'honneur des quatre hommes.

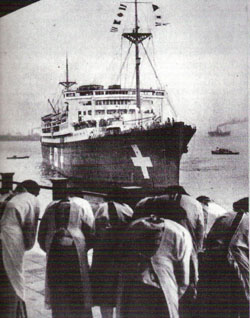
Les familles de quatre marins japonais tués lors de l'attaque du port de Sydney saluent le Kamakura Maru à son arrivée à Yokohama avec les cendres des quatre sous-mariniers en octobre 1942.

Les deux principales cibles de l'attaque, le Chicago et le Canberra, ont été perdues dans l'année qui a suivi l'attaque : le Canberra fut coulé le 9 août 1942 au cours de la bataille de l'île de Savo et le Chicago, le 30 janvier 1943 après la bataille de l'île de Rennell. Aucun des neuf sous-marins japonais impliqués dans l'attaque ne connut la fin de la guerre. Les destroyers américains Charrette et Fair coulèrent l'I-21 le 4 février 1944 au large des îles Marshall. Une vedette lance-torpilles américaine coula l'I-22 le 25 décembre 1942 au large de la Nouvelle-Guinée. Un patrouilleur américain fit pareil de l'I-24 le 10 juin 1943 près des îles Aléoutiennes. Les destroyers britanniques Paladin et Petard coulèrent l'I-27 le 12 février 1943 au large des Maldives. Enfin, le Sawfish américain coula l'I-29 le 26 juillet 1944 près des Philippines.

### M-14etM-21

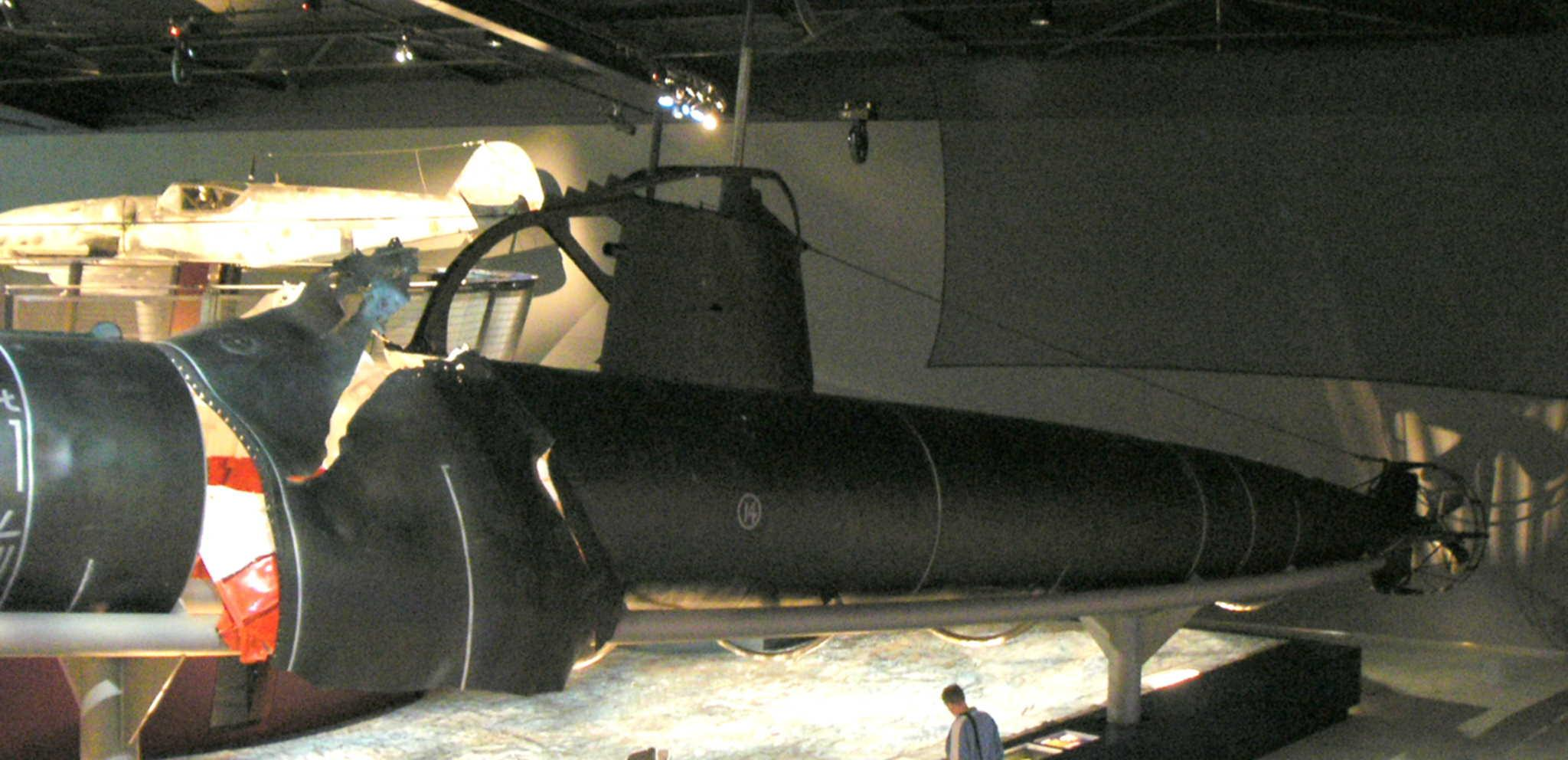
Le sous-marin de poche au mémorial de la guerre à Canberra en 2007.

Les Alliés trouvèrent et récupérèrent le M-21 le 3 juin et le M-14 le 8 juin. Même si les deux sous-marins avaient été endommagés pendant l'attaque, il fut possible d'en reconstituer un avec les deux. La partie centrale du sous-marin reconstruit a été montée sur une remorque et transportée sur 4 000 kilomètres dans une tournée dans tout le sud de la Nouvelle-Galles du Sud, du Victoria, de l'Australie-Méridionale et Occidentale,. Le but de la visite était double: il a permis aux Australiens de voir un sous-marin japonais de poche de près et de récolter 28 000 £ pour des fonds de secours pour la marine et d'autres organismes de bienfaisance,. Le sous-marin est arrivé au mémorial australien de la guerre à Canberra le 28 avril 1943, portant la White Ensign de la marine australienne et une banderole de fin de service. À l'origine, le sous-marin fut disposé à l'extérieur du musée en trois morceaux, mais il fut amené à l'intérieur dans les années 1980 en raison d'un fort vandalisme, et même en 1966, un groupe d'étudiants le peignit en jaune vif, en hommage à la chanson des Beatles Yellow Submarine. Le sous-marin a été restauré et placé à l'intérieur du musée dans une salle d'exposition permanente sur l'attaque, à côté de la timonerie du Kuttabul qui avait aussi été récupérée. Le kiosque du M-21 est, pour lui, exposé au Royal Australian Navy Heritage Centre (en) de Garden Island. Les restes non utilisés de l'épave du M-21 ont été fondus et transformés en souvenirs.